# 東経65度線
東経65度線（とうけい65どせん）は、本初子午線面から東へ65度の角度を成す経線である。北極点から北極海、ヨーロッパ、アジア、インド洋、南極海、南極大陸を通過して南極点までを結ぶ。
東経65度線は、西経115度線と共に大円を形成する。

## 通過する地域一覧
東経65度線は、北極点から南極点まで南に向かって以下の場所を通っている。
| 地理座標                                             | 国土・領土・領海 | 備考                                                  |
| ---------------------------------------------------- | ---------------- | ----------------------------------------------------- |
| 北緯90度0分 東経65度0分 / 北緯90.000度 東経65.000度  | 北極海           |                                                       |
| 北緯81度10分 東経65度0分 / 北緯81.167度 東経65.000度 | ロシア           | グレエムベル島（ゼムリャフランツァヨシファ）          |
| 北緯80度47分 東経65度0分 / 北緯80.783度 東経65.000度 | バレンツ海       |                                                       |
| 北緯76度29分 東経65度0分 / 北緯76.483度 東経65.000度 | ロシア           | セヴェルヌィ島（ノヴァヤゼムリャ）                    |
| 北緯75度47分 東経65度0分 / 北緯75.783度 東経65.000度 | カラ海           |                                                       |
| 北緯69度15分 東経65度0分 / 北緯69.250度 東経65.000度 | ロシア           |                                                       |
| 北緯54度24分 東経65度0分 / 北緯54.400度 東経65.000度 | カザフスタン     |                                                       |
| 北緯43度45分 東経65度0分 / 北緯43.750度 東経65.000度 | ウズベキスタン   |                                                       |
| 北緯38度37分 東経65度0分 / 北緯38.617度 東経65.000度 | トルクメニスタン |                                                       |
| 北緯37度13分 東経65度0分 / 北緯37.217度 東経65.000度 | アフガニスタン   |                                                       |
| 北緯29度32分 東経65度0分 / 北緯29.533度 東経65.000度 | パキスタン       | バローチスターン州                                    |
| 北緯25度19分 東経65度0分 / 北緯25.317度 東経65.000度 | インド洋         |                                                       |
| 南緯60度0分 東経65度0分 / 南緯60.000度 東経65.000度  | 南極海           |                                                       |
| 南緯67度39分 東経65度0分 / 南緯67.650度 東経65.000度 | 南極大陸         | オーストラリア南極領土（ オーストラリアが領有権主張） |